# 天津立飞足球俱乐部
天津立飞足球俱乐部（Tianjin Lifei FC）成立于2000年1月20日，是一支已经解散了的中国职业足球俱乐部，曾参加中国足球甲B联赛。

## 球队历史
俱乐部由天津立飞集团赞助，是乙级联赛中首支聘请外教的球队，主教练是乌拉圭人马里奥维尔拉，球员中大部分来自天津本土，球队的总教练是足坛元老李元魁。2000年成立后就参加了当年的中国足球乙级联赛，一个赛季就实现了冲击甲级联赛的目标，球队取得了2000赛季乙级联赛的亚军。
2001赛季，首次参加中国足球甲B联赛的球队仅取得10分，列联赛第11名。年底，天津立飞队将所有的中国足球甲B联赛资格及注册的一线队员一次性转让给甘肃天马足球俱乐部，据称交易总额约在1300万人民币。天津立飞俱乐部就此成为历史。

## 立飞集团于足球
天津立飞集团曾在1997年入主过当时的甲A联赛劲旅天津康师傅（当时称天津三星立飞）。但是由于缺乏经验，导致立飞集团不但没有取得较好的效益，还承受了巨大的经济损失和社会压力。2000年1月20日，立飞集团再次涉足球坛，成立了一支新的天津立飞足球俱乐部参加当年的乙级联赛。